# Théâtre Alhambra de Bordeaux
Pour les articles homonymes, voir Alhambra.
 (novembre 2017).
Si vous disposez d'ouvrages ou d'articles de référence ou si vous connaissez des sites web de qualité traitant du thème abordé ici, merci de compléter l'article en donnant les références utiles à sa vérifiabilité et en les liant à la section « Notes et références ».
Le Théâtre de l'Alhambra était situé dans la rue d'Alzon, à proximité du quartier Meriadeck à Bordeaux, en France.
À partir de 1878 il est successivement un café-théâtre, une salle de spectacle ou encore une piste de skating, avant d'être définitivement fermé en 1982. De ce bâtiment, qui a laissé place à une résidence, il ne reste plus que les façades, inscrites au titre des Monuments Historiques le 28 décembre 1984.

## Origines
Les premières fondations de ce monument sont bâties dès le début des années 1870 avec l'installation d'un cirque sédentaire qui devient, dès 1878, un café-concert appelé l'Alhambra. C'est au début du XXe siècle que l'architecte Jean Tournier entreprend de construire à cet emplacement un ensemble architectural qui animera le quartier pendant plusieurs années.

## Histoire

### 1869 - 1875: le Cirque national avant l'Alhambra
Pendant toute la période du XIXe siècle, le quartier a connu une grande activité dans le domaine du cirque avec plusieurs établissements dont le Manège Ségalier, le Cirque-Olympique installé en 1836 dans l'hôtel Castelnau-d'Auros, le Cirque de Printemps, , etc.. Entre 1869 et 1875, le notaire Philippe Alary Lamartinie fait édifier ce que l'on appellera par la suite le Cirque National. Situé sur l'ancienne propriété d'un pépiniériste, il connait lui aussi le succès.[réf. nécessaire]

### 1878 - 1914: un bâtiment en constante mutation

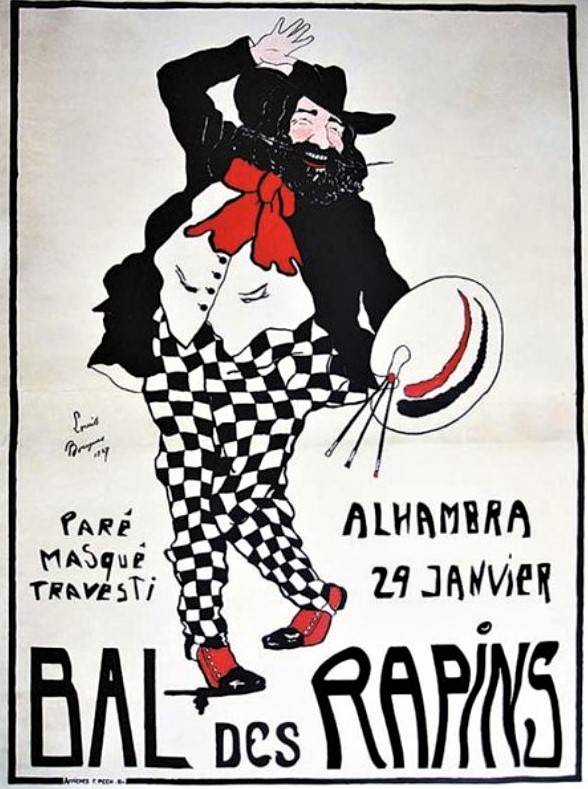

En juin 1878 est inauguré dans le Cirque National, alors appelé l'Alhambra, un café-concert avec un jardin d'été. De 1892 à 1902 le théâtre est loué aux assomptionnistes. C'est en 1908, que le bâtiment va connaître de profondes transformations avec l'intervention de l'architecte Tournier. Sous la direction de Dufey et Cie, Jean Tournier transforme la salle pour y accueillir 2 260 personnes. Ces transformations font de l'Alhambra un vaste théâtre qui est inauguré le 30 avril 1910 avec l’œuvre Chanteclerc d'Edmond Rostand.
Le bâtiment est alors divisé en plusieurs parties : l'Alhambra-Théâtre, l'Alhambra-Casino d'été et l'Alhambra Bowling-Skating-Sports d'hiver et Sports d'été. Monsieur Dufey, alors directeur de l'Alhambra, s'associe avant 1914 avec Léopold Lescouzères, Louis Lemarchand et Mauret Lafuge, ce qui permet au théâtre d'avoir une certaine renommée en présentant les plus belles revues de province mais aussi des numéros de music-hall. D'autres spectacles plus contemporains et variés ont lieu pendant cette période faste pour l'Alhambra : des comédies, des opérettes, des concerts, des spectacles du festival Sigma et même des championnats de boxe et de catch.

### Septembre et décembre 1914: un théâtre dans la guerre
Un des événements majeurs du théâtre se déroule entre septembre et décembre 1914. En effet, pendant quelques mois de cette année particulière, Bordeaux devient la capitale de la France. L'ensemble des membres du gouvernement s'établissent alors dans la ville. Le ministère de la Préfecture est installé au sein de la préfecture, le ministère de la guerre au sein de la faculté des lettres et sciences (aujourd'hui Musée d'Aquitaine) et le ministère de la Justice au sein du palais de justice. La Chambre des députés est quant à elle déplacée au sein du théâtre de l'Alhambra et le Sénat demeure à l'Apollo-Théâtre. Ce fut une période peu réjouissante pour les membres de ces Chambres qui perdent le confort de Paris comme en témoigne cet article de L'Intransigeant daté du 19 septembre 1914  « Nos parlementaires [étaient] loin de jouir, à l’Alhambra, du confortable auquel ils sont habitués au Palais-Bourbon. […] Il faut circuler au milieu des caisses et des paniers, entendre le bruit des marteaux des ouvriers qui, après avoir installé sur la scène du théâtre une tribune qui ressemble à un comptoir de marchand de vins, montent maintenant une estrade pour y placer le bureau du président et ceux des secrétaires. Tout cela n'est pas très engageant. ».

### 1970 - 1982: la fin de l'Alhambra
En 1970, la ville achète le théâtre qui appartient alors à Eric Bocké. Celui-ci avec l'aide de Mme Tichadel essaie de maintenir les traditions de l'Alhambra en proposant des revues et d'autres spectacles qui ont eu auparavant beaucoup de succès. En parallèle, des travaux de sauvegarde et consolidation sont réalisés afin d'assurer la sécurité des spectateurs. Malgré cela, le bâtiment ferme définitivement ses portes en 1982 à la suite de la démolition de l'annexe.
À partir de 1984, un projet de réhabilitation est mené en lien avec le Secrétariat d’État à la culture ainsi que la direction régionale des affaires culturelles. Ce projet avait trois objectifs : restructurer le quartier à partir du terrain libre de l'ancien Casino, concevoir des équipements pluridisciplinaires avec les équipements existants et renforcer l'aspect polyvalent de la salle. Il n'est jamais mené à bien puisque le 27 juillet 1987, la ville cède l'immeuble à un promoteur.
À partir de 1990, les architectes Bordelais Brochet, Lajus et Pueyo travaillent ensemble pour réaliser une résidence de standing qui occupe encore aujourd'hui l'ancien théâtre. Celui-ci est presque entièrement démoli, seule la façade du théâtre ayant été inscrite au titre des Monuments Historiques en 1984.

## Architecture

### Façades extérieures

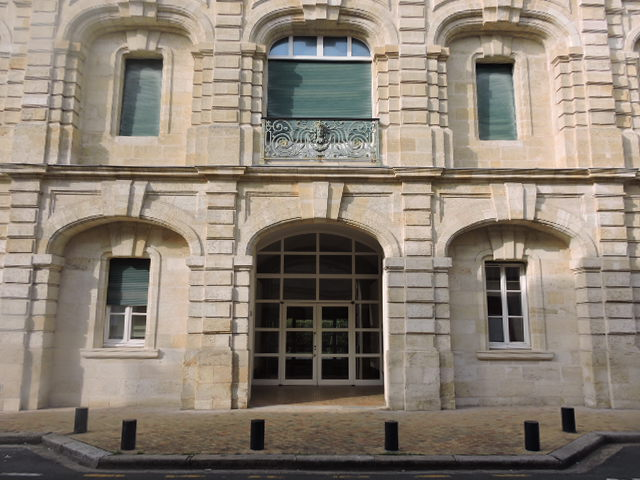
Façade du théâtre de l'Alhambra de Bordeaux

Le théâtre de l’Alhambra de Bordeaux dispose d’une façade remarquable donnant sur la rue d’Alzon. La façade du théâtre a été réalisée en pierre calcaire de la région et on retrouve sur celle-ci des mascarons. Les mascarons sont typiques des façades bordelaises et de l’architecture de toute une époque. On retrouve également sur le haut de la façade le nom du théâtre qui est encore lisible et bien conservé. La façade a été construite sur deux étages et magnifiquement ornée de balcons avec des motifs qui se croisent et des visages de femme. La façade de l’Alhambra a connu au cours du temps des soucis importants de conservation : fortement abîmée par les intempéries, celle-ci est fissurée à plusieurs endroits. On note également un léger déversement vers la rue d’Alzon. On a également découvert que le théâtre disposait d’une autre façade arrière située à l’ouest et réalisée avec des matériaux composites comme la pierre et les briques creuses. Cette façade avait pour but de séparer autrefois le théâtre et le casino démoli.

### Composition intérieure du théâtre

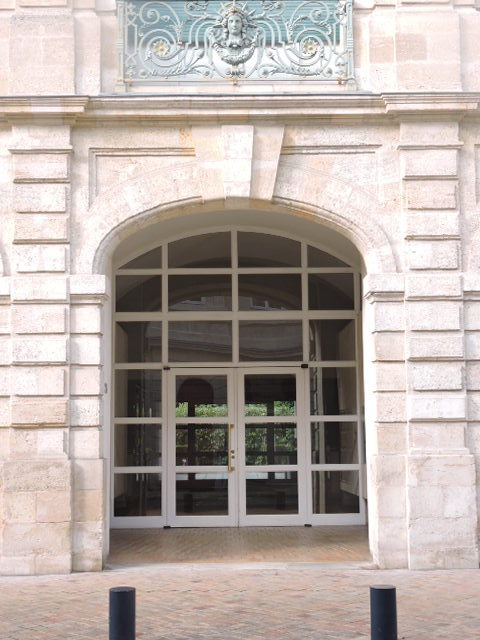
Porte d'entrée de l'ancien théâtre de la rue d'Alzon et de l'actuelle résidence

L’intérieur était divisé en trois parties, la partie la plus importante étant la salle de spectacle. Elle disposait d’une superficie de 1 975 m2 répartie sur trois niveaux : un rez-de chaussée de 1 485 m2, un premier étage de 375 m2 et un deuxième étage de 115 m2. Le rez-de-chaussée comprenait : le hall d’accueil, le parterre, le promenoir, les sanitaires et l’office, la scène, l’arrière-scène ainsi que les loges. Cette petite salle bordelaise avait tout des grands théâtres parisiens de l’époque comme le célèbre théâtre des Champs-Élysées.
Ensuite, il y avait une annexe sur la place située à l’arrière du théâtre qui disposait d’une superficie de 620 m2 et qui abritait les bureaux, les ateliers, les salles de réunion ainsi que les trois salles de répétition. La troisième partie est une autre annexe qui cette fois donnait sur la rue d’Alzon. Elle avait une superficie de 705 m2. À cet emplacement se tenaient le hall d’accueil et d’exposition, d’autres bureaux du théâtre et une autre salle de répétition.
À l’époque trois portes monumentales précédaient la salle. Une porte centrale a été construite de façon à donner sur un vestibule. À droite et à gauche, de larges escaliers permettaient de monter au premier et au deuxième étages pour les personnes ayant choisi une place en balcon. Au centre de l’entrée se dressait un portique monumental confectionné en marbre avec des décors en bronze. Concernant l’ameublement de la salle, celui-ci était composé de cuir et d’acajou.
D’autres modifications ont vu le jour au fil du temps : la scène qui était autrefois rectangulaire est devenue cintrée, l’absence de poulailler a été remplacée par un vaste amphithéâtre au-dessus des premières galeries. Trois promenoirs ont été rajoutés : un au rez-de-chaussée et un à chaque étage. Afin de permettre à n'importe quel spectateur de voir l'ensemble de la scène, un parterre en pente fut installé pour remplacer les colonnes. Un système de bascule permettait également de ramener le plan incliné à la position verticale au niveau de la scène.

## Personnalités de l'histoire de l'Alhambra

### Groupes et artistes
- François Béranger
- Le Festival Sigma
- Living Theatre
- Jango Edwards
- Pink Floyd
- Quilapayún
- Julien Clerc
- Soft Machine
- Angelo Branduardi

### Personnalités politiques
De nombreuses personnalités politiques organisèrent des meetings et des débats politiques au sein même du théâtre.
- Jacques Chaban-Delmas
- Adrien Marquet
- Georges Pompidou

## Galerie

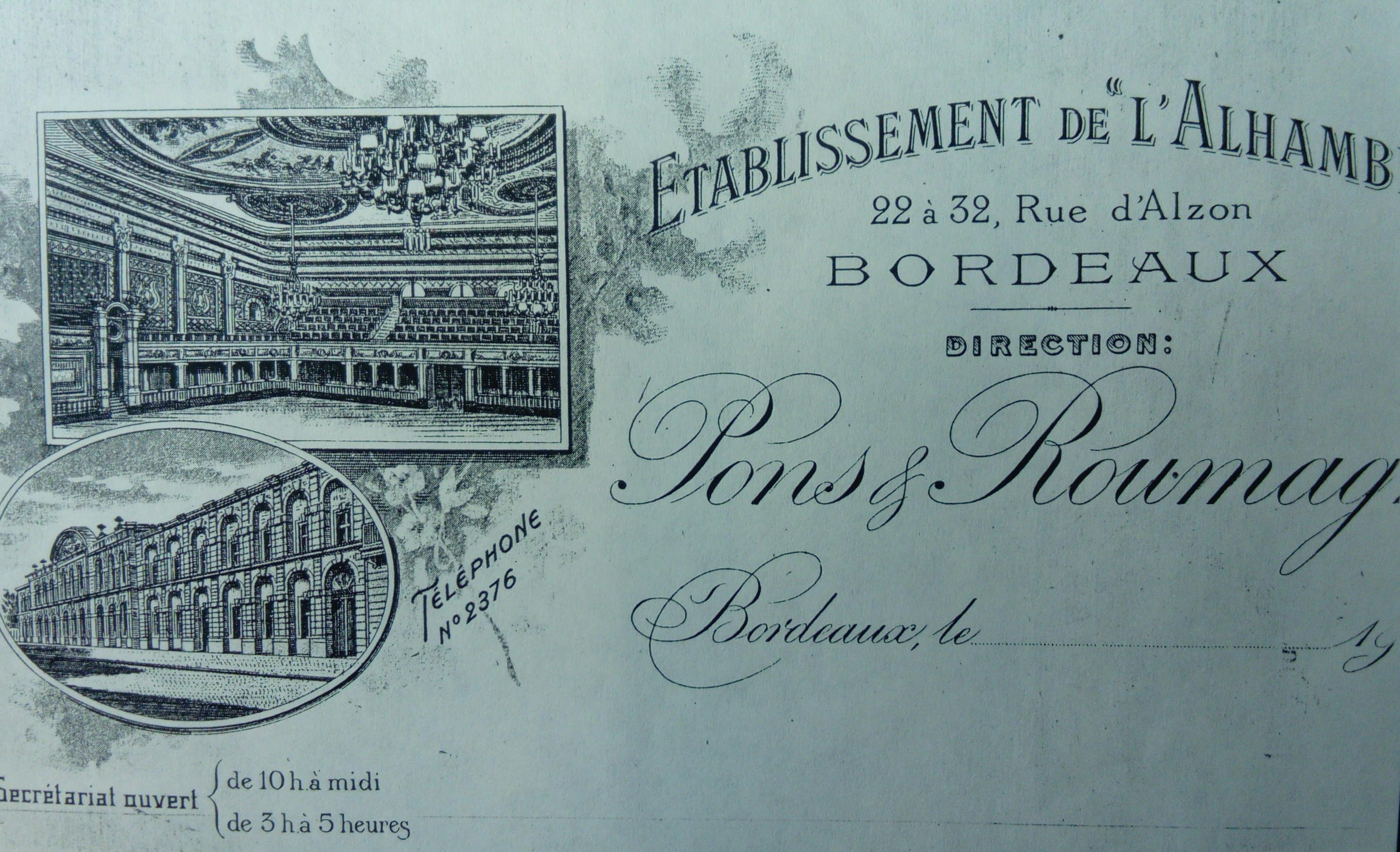
Brochure du théâtre
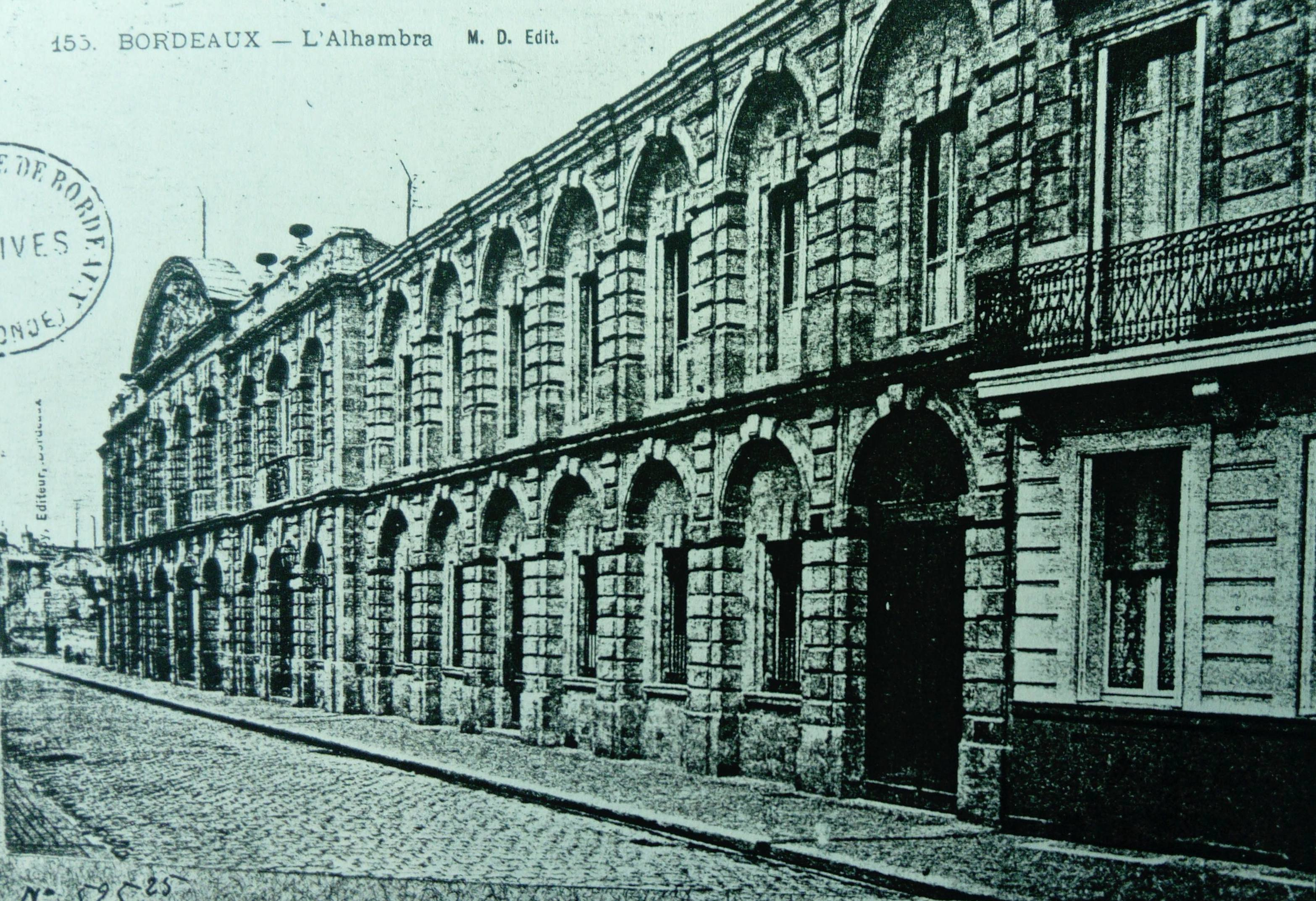
Carte postale du théâtre
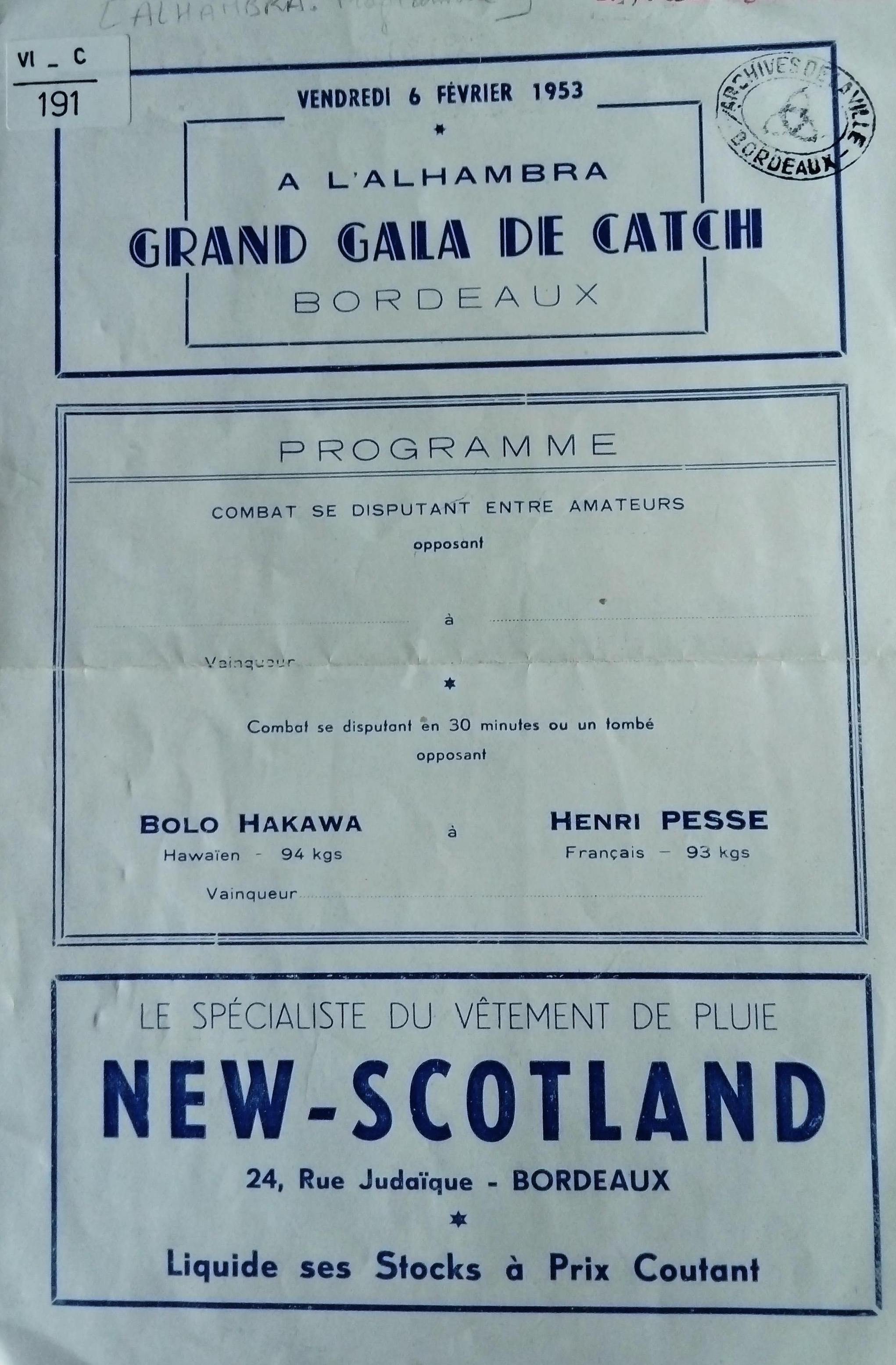
Affiche Gala de Catch
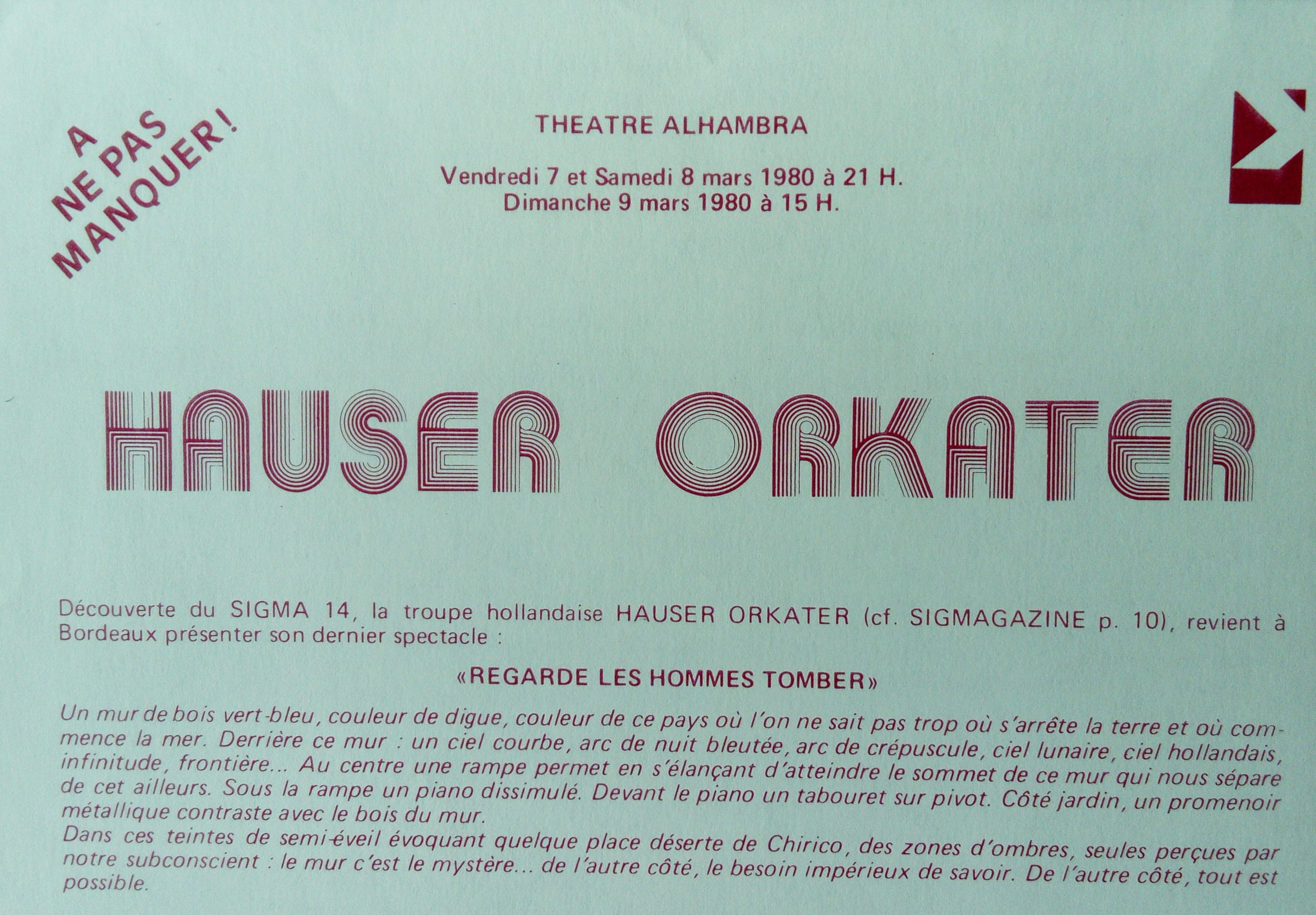
Affiche de présentation du festival Sigma

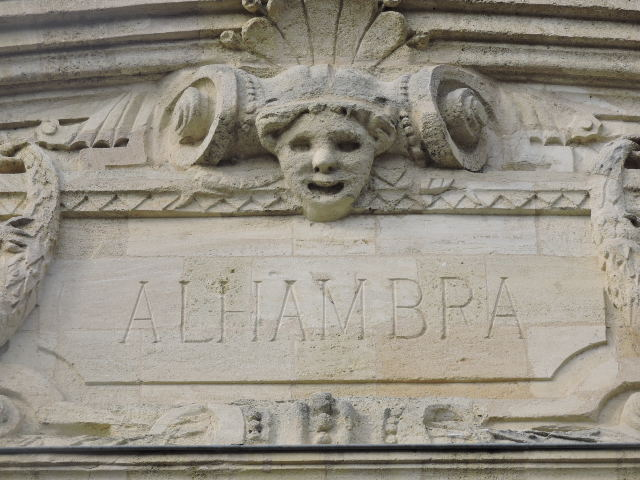
Nom de l'ancien théâtre
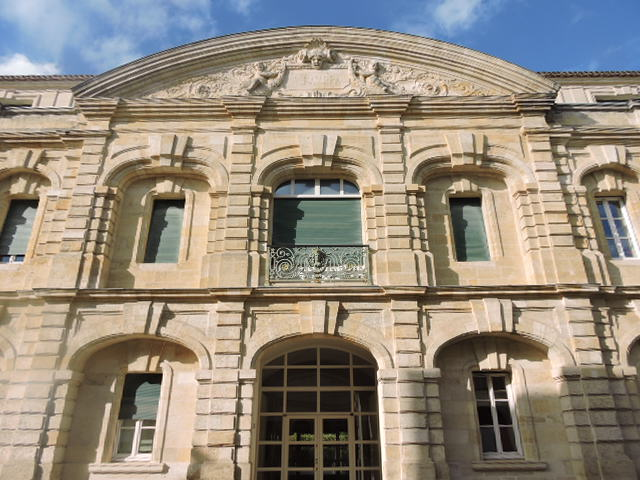
Façade du théâtre
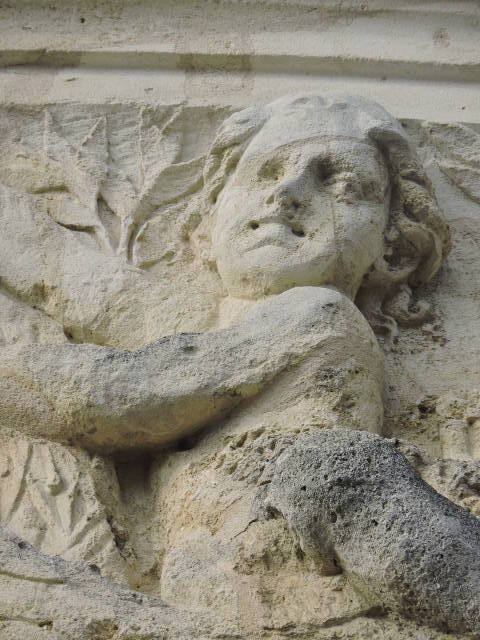
Personnage sculpté
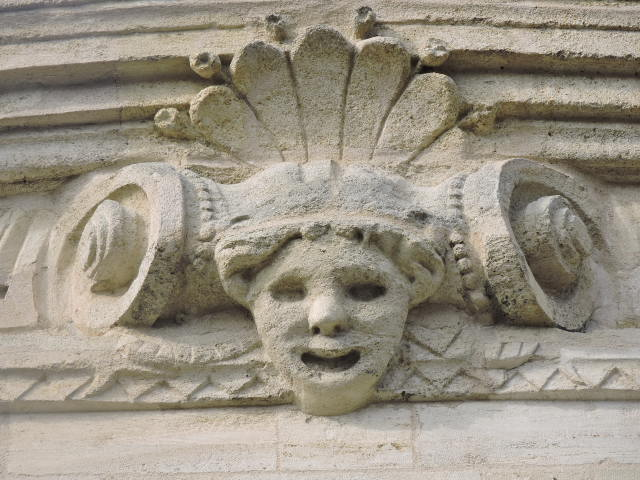
Mascaron de la façade
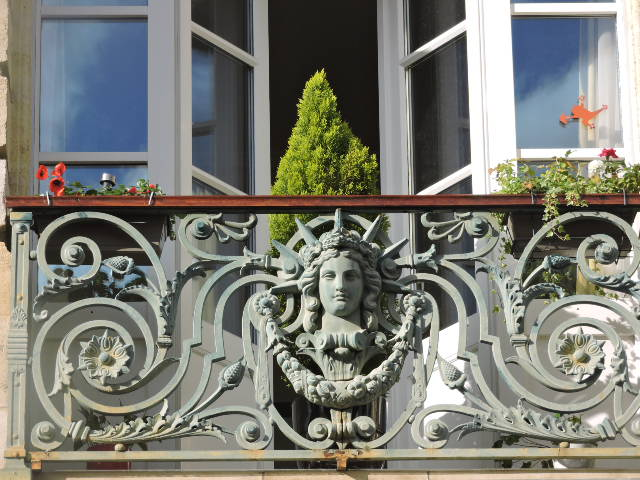
Balcon du théâtre
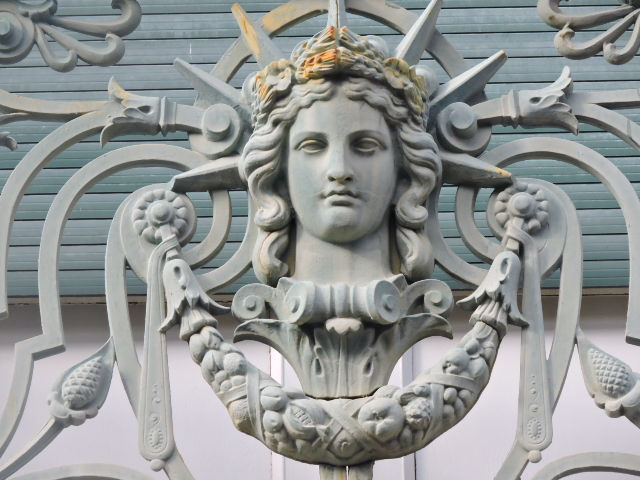
Détail des balcons
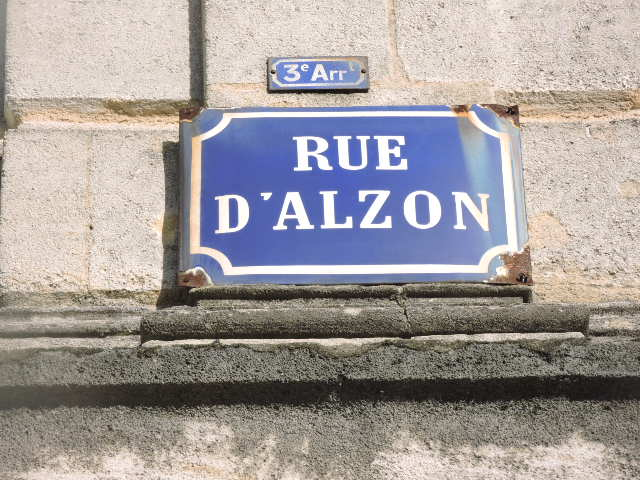
Panneau de la rue d'Alzon